# Мискито
Мискито (москито) — народ, живущий в Никарагуа и Гондурасе (на побережье Карибского моря от реки Рио-Негро до реки Эскондидо, а также в нижнем и среднем течении реки Коко). Численность в Никарагуа — 150 тыс. человек, в Гондурасе — 10 тыс. человек.

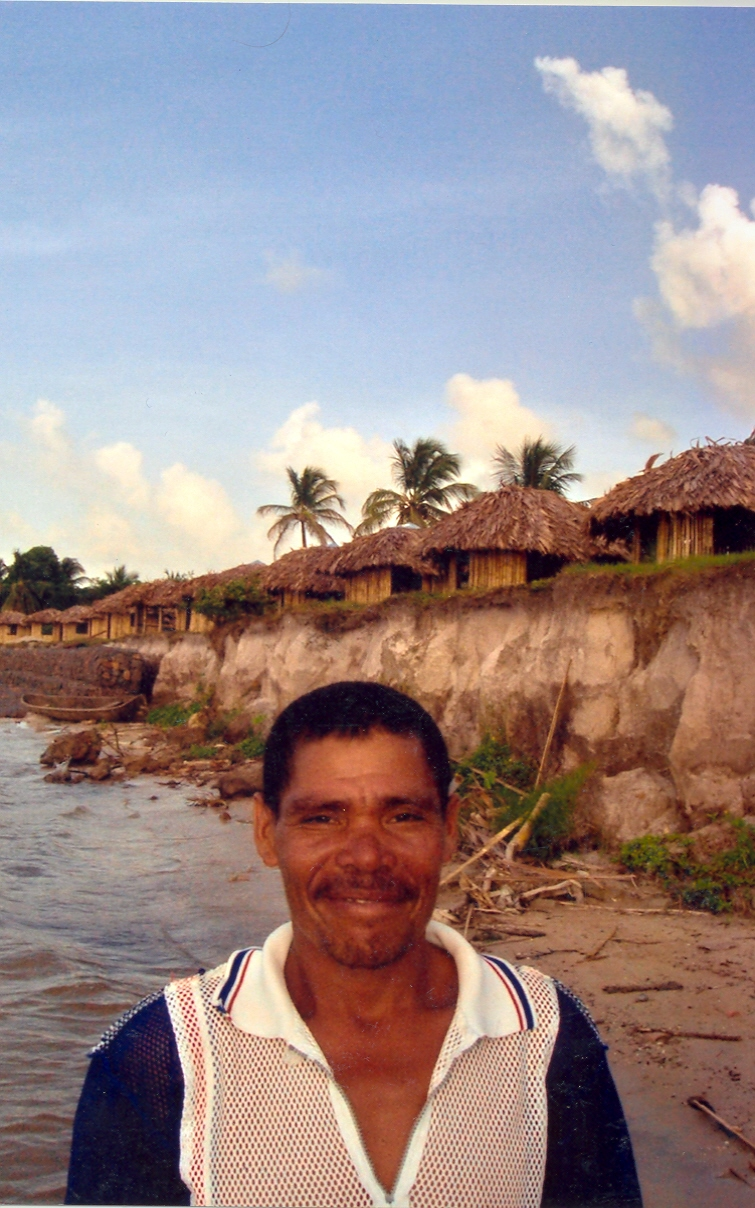
Представитель народа мискито. Никарагуа. 2004 год.

## Язык
Язык мискито. Говорят также на москитовобережном (никарагуанском) наречии западнокарибского англо-креольского языка. Используют также испанский язык.

## Религия
Большинство мискито — последователи протестантской конфессии «Моравские братья», есть баптисты и католики. Распространены вера в духов-хозяев (даван), культ женского божества с несколькими грудями (Япти Мисри), колдовство, шаманство.

## История

Герб правителей Мискито

Мискито сформировались к середине XVIII века в результате смешения индейцев (вероятно, близких к сумо и к хикаке) с неграми (в основном, с потерпевших крушение судов работорговцев).
Вожди («короли») мискито имели дружественные отношения с британцами, установившими протекторат над Москитовым берегом, где жили мискито, к середине XIX века (первыми «королями» мискито стали завезённые британцами с Ямайки негры), и совершали набеги на испанские и индейские территории с целью захвата рабов.
Мискито поддерживали британцев во время войны за независимость США 1775—1783 годов. По Лондонской конвенции 1786 года, британцы покинули Москитовый берег, но сохранили влияние там при номинальных «королях» вроде Георга Фридриха Августа I, правившего во время авантюры Грегора Макгрегора.
После перехода Москитового берега к Никарагуа в 1860 году была создана резервация Мискито, ликвидированная, несмотря на сопротивление Мискито, в 1894 году.
Во 2-й половине XIX века мискито были обращены в христианство моравскими братьями.
В 1926 году многие мискито поддержали А. С. Сандино, но в 1980-е годы они боролись с сандинистским правительством. В 1987 году в областях их проживания были созданы автономные области Атлантико-Норте и Атлантико-Сур.
В 2009 году была провозглашена Община народа Москитии.

## Занятия
Традиционные занятия — ручное подсечно-огневое земледелие (рис, фасоль, кукуруза, маниок, бананы), рыболовство, охота. Ремёсла — обработка дерева, кожи, металла, плетение, вышивка. Современная материальная культура креольского типа. С XVIII века большинство мужчин в прибрежных районах были заняты отходничеством (добыча омаров и др.) и несколько месяцев в году проживают отдельно от семей в лагерях (чампа).